# Javorná (Bražec)
Javorná (německy Ohorn) je samota, část obce Bražec v okrese Karlovy Vary v Karlovarském kraji. Stojí asi čtyři kilometry severovýchodně od Bochova v katastrálním území Bražec u Doupova o rozloze 12,61 km². K 31. prosinci 2015 zde žil jeden obyvatel.

## Název
Název vesnice je odvozen ze spojení javorná hora, tj. hora porostlá javorovým lesem. V historických pramenech se jméno vesnice objevuje ve tvarech: Jaworny (1580), Jawornau (1586), Ohrn (1654), Ohorn (1785 a 1847).

## Historie
První písemná zmínka o Javorné pochází z roku 1480, kdy vesnice patřila k panství hradu Hartenštejn. Roku 1510 ji neoprávněně získal Jiří Plick z Plickenštejna a dědici právoplatného majitele Kryštofa Zedtwitze ji získali až v roce 1569. Třináct let poté od nich vesnici koupila Anna Karolína Colonnová z Felsu a připojila ji k Andělské Hoře. V pobělohorských konfiskacích hrad s vesnicemi získal Heřman Černín z Chudenic, který správu panství přestěhoval do Stružné.
Po třicetileté válce ve vsi podle berní ruly z roku 1654 žilo osm sedláků a tři chalupníci. Celkem jim patřilo 24 potahů a chovali devatenáct krav, 45 jalovic, šest ovcí, jedno prase a dvě kozy. Obdělávali téměř 117 strychů půdy, na které pěstovali především žito, ale měli také přes dva strychy vinic. Hlavním zdrojem obživy byl chov dobytka a povoznictví.
V devatenáctém století vesnice patřila k bražecké farnosti. Roku 1878 tamní škola v Javorné otevřela jednotřídní pobočku, do které v roce 1889 chodilo 26 dětí. Zemědělství zůstávalo hlavním zdrojem příjmů. Pěstovalo se žito, oves, brambory a pícniny. Chovatelé dobytka prodávali mléko. Po první světové válce ve vsi bylo 24 hospodářství, ale jen čtyři sedláci měli pozemky s rozlohou větší než dvacet hektarů. Ze služeb fungoval jen hostinec a řemeslo provozoval kovář. Elektřina byla do Javorné zavedena v letech 1930–1931. Zásobování vodou zajišťovaly zejména studny, ale pět usedlostí využívalo společný vodovod. V roce 1933 byl založen sbor dobrovolných hasičů. Počet obyvatel se mezi lety 1939 a 1947 snížil ze 143 na 73.
Javorná zanikla zanikla vysídlením v roce 1953 v důsledku zřízení vojenského újezdu Hradiště. Na jejím místě zůstal stát jediný dům, ve kterém v roce 2004 bydlel porybný.

## Přírodní poměry
Javorná stávala v katastrálním území Bražec u Doupova v okrese Karlovy Vary, asi čtyři kilometry severovýchodně od Bochova. Nacházela se v nadmořské výšce okolo 760 metrů na jižním úpatí Doupovských hor, konkrétně v jejich okrsku Hradišťská hornatina. Půdní pokryv v okolí tvoří převážně kambizem eutotrofní.
V rámci Quittovy klasifikace podnebí Javorná stála u jižní hranice chladné oblasti CH7, pro kterou jsou typické průměrné teploty −3 až −4 °C v lednu a 15–16 °C v červenci. Roční úhrn srážek dosahuje 850–1000 milimetrů, sníh zde leží 100–120 dní v roce. Mrazových dnů bývá 140–160, zatímco letních dnů jen 10–30.

## Obyvatelstvo
Při sčítání lidu v roce 1921 zde žilo 147 obyvatel (z toho 63 mužů), z nichž bylo 145 Němců, jeden příslušník jiné národnosti a jeden cizinec. Kromě jednoho evangelíka se hlásili k římskokatolické církvi. Podle sčítání lidu z roku 1930 měla vesnice 138 obyvatel. Všichni byli německé národnosti a římskokatolického vyznání.
|           | 1869 | 1880 | 1890 | 1900 | 1910 | 1921 | 1930 | 1950 | 1961 | 1970 | 1980 | 1991 | 2001 | 2011 | 2021 |
| --------- | ---- | ---- | ---- | ---- | ---- | ---- | ---- | ---- | ---- | ---- | ---- | ---- | ---- | ---- | ---- |
| Obyvatelé | 146  | 166  | 152  | 155  | 157  | 147  | 138  | 56   | —    | —    | —    | —    | 1    | 1    | —    |
| Domy      | 27   | 31   | 31   | 31   | 30   | 29   | 30   | 30   | —    | —    | —    | —    | 1    | 1    | 1    |

## Obecní správa
Po zrušení patrimoniální správy se Javorná roku 1850 stala obcí v okrese Bochov. Při sčítáních lidu v letech 1869–1930 se nacházela v okrese Žlutice. Dne 1. ledna 2016 byla vyčleněna jako část obce Bražec.

## Pamětihodnosti
Ve dvoře usedlosti čp. 16 se nacházela drobná kaple připomínající dva zemřelé v první světové válce. U cesty do Bražce stával kříž a boží muka a v polích bývala socha svatého Jana Nepomuckého.